# Lista över kyrkliga kulturminnen i Jämtlands län
Det här är en lista över kyrkliga kulturminnen i Jämtlands län.

## Bergs kommun
| Namn                                         | Ursprunglig funktion                                                        | Byggår | Arkitekt | Plats | Läge               | Anläggnings-ID | Bild                                                                      |
| -------------------------------------------- | --------------------------------------------------------------------------- | ------ | -------- | ----- | ------------------ | -------------- | ------------------------------------------------------------------------- |
| Bergs kyrka (Bergs Prästbord 1:2 o 2:1)      | Kyrka med begravningsplats (1 byggnad)                                      |        |          |       | 62.81192, 14.45150 |                | Ladda upp en till bild av denna byggnad                                   |
| Hackås kyrka (Hov 1:52)                      | Kyrka med begravningsplats (1 byggnad)                                      |        |          |       | 62.92243, 14.50616 |                | Ladda upp en till bild av denna byggnad                                   |
| Hällneborgs kapell (Hällne 2:10)             | Kapell (1 byggnad)                                                          |        |          |       | 62.97521, 14.32714 |                | Ladda upp en bild av denna byggnad                                        |
| Klockaregårdens småkyrka (Kövra 3:12 o 1:11) | Kapell (1 byggnad)                                                          |        |          |       | 62.91882, 14.33672 |                | Se fler bilder av denna byggnad · Ladda upp en till bild av denna byggnad |
| Klövsjö kyrka (Klövsjö 21:1)                 | Kyrka med begravningsplats (1 byggnad)                                      |        |          |       | 62.52882, 14.19011 |                | Ladda upp en till bild av denna byggnad                                   |
| Ljungdalens kapell (Ljungdalen 1:10)         | Kapell (1 byggnad)                                                          |        |          |       | 62.85503, 12.77403 |                | Ladda upp en till bild av denna byggnad                                   |
| Myssjö kyrka (Myssjö prästbord 1:2)          | Kyrka (1 byggnad)                                                           |        |          |       | 62.92394, 14.36853 |                | Ladda upp en till bild av denna byggnad                                   |
| Gillhovs kapell (Nybodarna 1:30)             | Kyrka med begravningsplats (1 byggnad)                                      |        |          |       | 62.66405, 14.74798 |                | Ladda upp en till bild av denna byggnad                                   |
| Ovikens gamla kyrka (Ovikens prästbord 1:1)  | Kyrka med begravningsplats (1 byggnad)                                      |        |          |       | 62.99682, 14.39810 |                | Ladda upp en till bild av denna byggnad                                   |
| Ovikens nya kyrka (Ovikens prästbord 1:4)    | Kyrka med begravningsplats (1 byggnad)                                      |        |          |       | 62.99408, 14.39465 |                | Ladda upp en till bild av denna byggnad                                   |
| Rätans kyrka (Rätansbyn 24:1)                | Kyrka med begravningsplats (1 byggnad)                                      |        |          |       | 62.47722, 14.54870 |                | Ladda upp en till bild av denna byggnad                                   |
| Skogskyrkogårdens kapell (Klövsjö 17:1)      | Gravkapell med begravningsplats (1 byggnad)                                 |        |          |       | 62.51879, 14.19054 |                | Ladda upp en till bild av denna byggnad                                   |
| Storsjö kyrka (Storsjö 2:21)                 | Kyrka med begravningsplats (1 byggnad)                                      |        |          |       | 62.80076, 13.05671 |                | Ladda upp en till bild av denna byggnad                                   |
| Åsarne gamla kyrka (Åsarne-Västeråsen 3:10)  | Kyrka med begravningsplats (1 byggnad)                                      |        |          |       | 62.66418, 14.34444 |                | Ladda upp en till bild av denna byggnad                                   |
| Åsarne nya kyrka (Åsarne-Österåsen 5:34)     | Kyrka med begravningsplats,Kyrka sammanbyggd med församlingshem (1 byggnad) |        |          |       | 62.63870, 14.36612 |                | Ladda upp en till bild av denna byggnad                                   |

## Bräcke kommun
| Namn                                            | Ursprunglig funktion                             | Byggår | Arkitekt | Plats | Läge               | Anläggnings-ID | Bild                                    |
| ----------------------------------------------- | ------------------------------------------------ | ------ | -------- | ----- | ------------------ | -------------- | --------------------------------------- |
| Bodsjö kyrka (Bodsjö prästbord 1:8)             | Kyrka med begravningsplats (1 byggnad)           |        |          |       | 62.83964, 14.94929 |                | Ladda upp en till bild av denna byggnad |
| Bräcke kyrka (Bräcke 7:14)                      | Kyrka med begravningsplats (1 byggnad)           |        |          |       | 62.74345, 15.42969 |                | Ladda upp en till bild av denna byggnad |
| Hunge kapell (Hunge 1:32)                       | Skola,Kapell (1 byggnad)                         |        |          |       | 62.74887, 15.09036 |                | Ladda upp en till bild av denna byggnad |
| Håsjö gamla kyrka (Håsjö prästbord 2:1)         | Kyrka med begravningsplats (1 byggnad)           |        |          |       | 63.02302, 16.26094 |                | Ladda upp en till bild av denna byggnad |
| Håsjö nya kyrka (Västanede 2:126)               | Kyrka med begravningsplats (1 byggnad)           |        |          |       | 63.00527, 16.09097 |                | Ladda upp en till bild av denna byggnad |
| Hällesjö kyrka (Tomasgård 1:100)                | Kyrka med begravningsplats (1 byggnad)           |        |          |       | 62.91056, 16.23109 |                | Ladda upp en till bild av denna byggnad |
| Ljungå kapell och begravningsplats (Ljungå 1:1) | Kapell,Kapell med begravningsplats (2 byggnader) |        |          |       | 62.75987, 16.30056 |                | Ladda upp en till bild av denna byggnad |
| Nyhems kyrka (Ulvsjö 1:14)                      | Kyrka med begravningsplats (1 byggnad)           |        |          |       | 62.90286, 15.66814 |                | Ladda upp en till bild av denna byggnad |
| Revsunds kyrka (Revsunds prästbord 2:1)         | Kyrka med begravningsplats (1 byggnad)           |        |          |       | 62.89952, 15.12548 |                | Ladda upp en till bild av denna byggnad |
| Sundsjö kyrka (Fanbyn 1:109)                    | Kyrka med begravningsplats (1 byggnad)           |        |          |       | 62.97277, 15.16453 |                | Ladda upp en till bild av denna byggnad |

## Härjedalens kommun
| Namn                                            | Ursprunglig funktion                                          | Byggår | Arkitekt | Plats | Läge               | Anläggnings-ID | Bild                                    |
| ----------------------------------------------- | ------------------------------------------------------------- | ------ | -------- | ----- | ------------------ | -------------- | --------------------------------------- |
| Funäsdalens kyrka (Funäsdalen 24:14)            | Kyrka (1 byggnad)                                             |        |          |       | 62.54781, 12.54045 |                | Ladda upp en till bild av denna byggnad |
| Hede kyrka (Hede prästbord 1:3)                 | Kyrka med begravningsplats (1 byggnad)                        |        |          |       | 62.41781, 13.51731 |                | Ladda upp en till bild av denna byggnad |
| Lillhärdals kyrka (Lillhärdals prästbord 2:1)   | Kyrka med begravningsplats (1 byggnad)                        |        |          |       | 61.85195, 14.06965 |                | Ladda upp en till bild av denna byggnad |
| Linsells kyrka (Linsell 4:7)                    | Kyrka med begravningsplats (1 byggnad)                        |        |          |       | 62.15876, 13.88694 |                | Ladda upp en till bild av denna byggnad |
| Ljusnedals kyrka (Ljusnedal 1:17)               | Kyrka med begravningsplats (1 byggnad)                        |        |          |       | 62.63819, 12.44458 |                | Ladda upp en till bild av denna byggnad |
| Nya kyrkogården (Linsell 14:7)                  | Begravningsplats, gravkapell med begravningsplats (1 byggnad) |        |          |       | 62.15460, 13.87221 |                | Ladda upp en bild av denna byggnad      |
| Svegs kyrka (Kyrkan 1)                          | Kyrka med begravningsplats (1 byggnad)                        |        |          |       | 62.03399, 14.36224 |                | Ladda upp en till bild av denna byggnad |
| Tännäs kyrka (Tännäs kyrkby 7:8)                | Kyrka med begravningsplats (1 byggnad)                        |        |          |       | 62.44228, 12.67991 |                | Ladda upp en till bild av denna byggnad |
| Vemdalens kyrka (Vemdalens Kyrkby 108:1)        | Kyrka med begravningsplats (1 byggnad)                        |        |          |       | 62.44556, 13.86304 |                | Ladda upp en till bild av denna byggnad |
| Vemhåns småkyrka (Hån 3:23)                     | Frikyrka (1 byggnad)                                          |        |          |       | 62.31289, 14.03795 |                | Ladda upp en bild av denna byggnad      |
| Ytterhogdals kyrka (Ytterhogdals prästgård 1:1) | Kyrka med begravningsplats (1 byggnad)                        |        |          |       | 62.15034, 14.88061 |                | Ladda upp en till bild av denna byggnad |
| Älvros kyrka (Älvros kyrkby 26:12)              | Kyrka med begravningsplats (1 byggnad)                        |        |          |       | 62.04362, 14.66060 |                | Ladda upp en till bild av denna byggnad |
| Älvros gamla kyrka (Älvros kyrkby 6:18)         | Kyrka med begravningsplats (inga registrerade byggnader)      |        |          |       | 62.04872, 14.64724 |                | Ladda upp en till bild av denna byggnad |
| Ängersjö kyrka (Ängersjö 9:12)                  | Kyrka med begravningsplats (1 byggnad)                        |        |          |       | 61.98236, 14.86477 |                | Ladda upp en till bild av denna byggnad |
| Överhogdals kyrka (Överhogdal 41:1)             | Kyrka med begravningsplats (1 byggnad)                        |        |          |       | 62.27703, 14.80479 |                | Ladda upp en till bild av denna byggnad |

## Krokoms kommun
| Namn                                      | Ursprunglig funktion                   | Byggår | Arkitekt | Plats | Läge               | Anläggnings-ID | Bild                                    |
| ----------------------------------------- | -------------------------------------- | ------ | -------- | ----- | ------------------ | -------------- | --------------------------------------- |
| Alsens kyrka (Alsens prästbord 1:1)       | Kyrka (1 byggnad)                      |        |          |       | 63.38424, 13.93490 |                | Ladda upp en till bild av denna byggnad |
| Aspås kyrka (Aspås församlingsjord 1:1)   | Kyrka med begravningsplats (1 byggnad) |        |          |       | 63.36725, 14.48624 |                | Ladda upp en till bild av denna byggnad |
| Hotagens kyrka (Hotagen 4:1)              | Kyrka med begravningsplats (1 byggnad) |        |          |       | 63.97712, 14.22180 |                | Ladda upp en bild av denna byggnad      |
| Laxsjö kyrka (Laxsjö 4:1)                 | Kyrka med begravningsplats (1 byggnad) |        |          |       | 63.81070, 14.80097 |                | Ladda upp en till bild av denna byggnad |
| Näskotts kyrka (Näskotts prästbord 1:4)   | Kyrka med begravningsplats (1 byggnad) |        |          |       | 63.32740, 14.30351 |                | Ladda upp en till bild av denna byggnad |
| Offerdals kyrka (Offerdals prästbord 2:1) | Kyrka med begravningsplats (1 byggnad) |        |          |       | 63.46355, 14.00724 |                | Ladda upp en till bild av denna byggnad |
| Rönnöfors kyrka (Rännön 1:8)              | Kyrka med begravningsplats (1 byggnad) |        |          |       | 63.64700, 13.83260 |                | Ladda upp en till bild av denna byggnad |
| Rödöns kyrka (Rödögården 1:8)             | Kyrka med begravningsplats (1 byggnad) |        |          |       | 63.24596, 14.41340 |                | Ladda upp en till bild av denna byggnad |
| Åkersjöns kapell (Åkersjön 1:108)         | Kapell (1 byggnad)                     |        |          |       | 63.76430, 14.08140 |                | Ladda upp en bild av denna byggnad      |
| Ås kyrka (Ås prästbord 4:1)               | Kyrka med begravningsplats (1 byggnad) |        |          |       | 63.24911, 14.56297 |                | Ladda upp en till bild av denna byggnad |

## Ragunda kommun
| Namn                                      | Ursprunglig funktion                        | Byggår | Arkitekt | Plats | Läge               | Anläggnings-ID | Bild                                    |
| ----------------------------------------- | ------------------------------------------- | ------ | -------- | ----- | ------------------ | -------------- | --------------------------------------- |
| Borgvattnets kyrka (Borgsjö 1:147)        | Kyrka med begravningsplats (1 byggnad)      |        |          |       | 63.42262, 15.82602 |                | Ladda upp en till bild av denna byggnad |
| Fors skogskapell (Fors prästbord 1:1)     | Gravkapell med begravningsplats (1 byggnad) |        |          |       | 63.01178, 16.64179 |                | Ladda upp en till bild av denna byggnad |
| Fors kyrka (Fors prästbord 1:3)           | Kyrka med begravningsplats (1 byggnad)      |        |          |       | 63.01380, 16.65678 |                | Ladda upp en till bild av denna byggnad |
| Ragunda gamla kyrka (Hammarsgård 1:25)    | Kyrka med begravningsplats (1 byggnad)      |        |          |       | 63.10803, 16.36829 |                | Ladda upp en till bild av denna byggnad |
| Ragunda nya kyrka (Ragunda prästbord 1:2) | Kyrka med begravningsplats (1 byggnad)      |        |          |       | 63.10984, 16.37119 |                | Ladda upp en till bild av denna byggnad |
| Stuguns gamla kyrka (Stugubyn 14:1)       | Kyrka med begravningsplats (1 byggnad)      |        |          |       | 63.16818, 15.58449 |                | Ladda upp en till bild av denna byggnad |
| Stuguns nya kyrka (Stugubyn 5:16)         | Kyrka med begravningsplats (1 byggnad)      |        |          |       | 63.16628, 15.61604 |                | Ladda upp en till bild av denna byggnad |

## Strömsunds kommun
| Namn                                        | Ursprunglig funktion                               | Byggår | Arkitekt | Plats | Läge               | Anläggnings-ID | Bild                                    |
| ------------------------------------------- | -------------------------------------------------- | ------ | -------- | ----- | ------------------ | -------------- | --------------------------------------- |
| Alanäs kyrka (Alanäset 1:180)               | Kyrka med begravningsplats (1 byggnad)             |        |          |       | 64.16525, 15.69012 |                | Ladda upp en till bild av denna byggnad |
| Ankarede kapellplats (Stora Blåsjön 2:30)   | Kyrkstad,Kyrka med begravningsplats (26 byggnader) |        |          |       | 64.81771, 14.23861 |                | Ladda upp en till bild av denna byggnad |
| Bodums kyrka (Bodum 1:4)                    | Kyrka (1 byggnad)                                  |        |          |       | 63.92053, 16.34039 |                | Ladda upp en till bild av denna byggnad |
| Fjällsjö kyrka (Fjällsjö Kyrkojord 1:9)     | Kyrka med begravningsplats (1 byggnad)             |        |          |       | 63.81489, 16.39922 |                | Ladda upp en till bild av denna byggnad |
| Frostvikens kyrka (Gäddede 2:1)             | Kyrka med begravningsplats (1 byggnad)             |        |          |       | 64.50293, 14.14373 |                | Ladda upp en bild av denna byggnad      |
| Gåxsjö kyrka (Gåxsjö 6:1)                   | Kyrka med begravningsplats (1 byggnad)             |        |          |       | 63.67529, 15.10324 |                | Ladda upp en till bild av denna byggnad |
| Gärdnäs kapell (Gärdnäs 6:1)                | Kapell (4 byggnader)                               |        |          |       | 64.19041, 15.24212 |                | Ladda upp en bild av denna byggnad      |
| Hammerdals kyrka (Hammerdals prästbord 1:5) | Kyrka med begravningsplats (1 byggnad)             |        |          |       | 63.59442, 15.36359 |                | Ladda upp en till bild av denna byggnad |
| Hillsands kapell (Hillsand 1:89)            | Kapell (1 byggnad)                                 |        |          |       | 64.11568, 15.29473 |                | Ladda upp en bild av denna byggnad      |
| Sjoutnäsets kapell (Sjoutnäset 1:2)         | Kapell,Kapell med begravningsplats (1 byggnad)     |        |          |       | 64.59995, 14.91898 |                | Ladda upp en till bild av denna byggnad |
| Ströms kyrka (Strömsund 2:21)               | Kyrka med begravningsplats (1 byggnad)             |        |          |       | 63.85061, 15.55647 |                | Ladda upp en till bild av denna byggnad |
| Tåsjö kyrka (Tåsjö 1:110)                   | Kyrka,Kapell (2 byggnader)                         |        |          |       | 64.22249, 15.90060 |                | Ladda upp en bild av denna byggnad      |
| Vikens kapell (Frostvikens-Viken 1:30)      | Kapell,Kapell med begravningsplats (1 byggnad)     |        |          |       | 64.64323, 13.84679 |                | Ladda upp en till bild av denna byggnad |

## Åre kommun
| Namn                                                          | Ursprunglig funktion                           | Byggår | Arkitekt | Plats | Läge               | Anläggnings-ID | Bild                                    |
| ------------------------------------------------------------- | ---------------------------------------------- | ------ | -------- | ----- | ------------------ | -------------- | --------------------------------------- |
| Duveds kyrka (Åre nya kyrka) och Duveds lillkyrka (Hamre 1:8) | Kyrka med begravningsplats (2 byggnader)       |        |          |       | 63.39299, 12.93013 |                | Ladda upp en till bild av denna byggnad |
| Hallens kyrka (Hallens prästbord 1:23)                        | Kyrka med begravningsplats (1 byggnad)         |        |          |       | 63.17833, 14.09044 |                | Ladda upp en till bild av denna byggnad |
| Handöls kapell (Handöl 5:1)                                   | Kapell,Kapell med begravningsplats (1 byggnad) |        |          |       | 63.26008, 12.43278 |                | Ladda upp en till bild av denna byggnad |
| Kalls kyrka (Kalls prästbord 2:1)                             | Kyrka med begravningsplats (1 byggnad)         |        |          |       | 63.47218, 13.23177 |                | Ladda upp en till bild av denna byggnad |
| Kolåsens lappkapell (Kolåsens lappkapell 1:1)                 | Kapell (1 byggnad)                             |        |          |       | 63.74703, 12.96565 |                | Ladda upp en till bild av denna byggnad |
| Marby gamla kyrka (Marby prästbord 1:1)                       | Kyrka med begravningsplats (1 byggnad)         |        |          |       | 63.13016, 14.28615 |                | Ladda upp en till bild av denna byggnad |
| Marby nya kyrka (Järsta 1:21)                                 | Kyrka med begravningsplats (1 byggnad)         |        |          |       | 63.12981, 14.27904 |                | Ladda upp en till bild av denna byggnad |
| Mattmars kyrka (Mattmars prästbord 1:7)                       | Kyrka med begravningsplats (1 byggnad)         |        |          |       | 63.30428, 13.89564 |                | Ladda upp en till bild av denna byggnad |
| Mörsils kyrka (Mörsils-Bye 3:4)                               | Kyrka med begravningsplats (1 byggnad)         |        |          |       | 63.30976, 13.63414 |                | Ladda upp en till bild av denna byggnad |
| Mörsils lillkyrka (Mörsils prästbord 1:2)                     | Kyrka med begravningsplats (1 byggnad)         |        |          |       | 63.31008, 13.64963 |                | Ladda upp en till bild av denna byggnad |
| Undersåkers kyrka (Undersåkers prästbord 1:1)                 | Kyrka med begravningsplats (1 byggnad)         |        |          |       | 63.32754, 13.38656 |                | Ladda upp en till bild av denna byggnad |
| Åre gamla kyrka (Åre prästbord 3:1)                           | Kyrka med begravningsplats (1 byggnad)         |        |          |       | 63.39753, 13.08130 |                | Ladda upp en till bild av denna byggnad |

## Östersunds kommun
| Namn                                                        | Ursprunglig funktion                             | Byggår | Arkitekt | Plats | Läge               | Anläggnings-ID | Bild                                    |
| ----------------------------------------------------------- | ------------------------------------------------ | ------ | -------- | ----- | ------------------ | -------------- | --------------------------------------- |
| Brunflo kyrka (Södergård 1:32)                              | Kyrka med begravningsplats (1 byggnad)           |        |          |       | 63.09025, 14.82015 |                | Ladda upp en till bild av denna byggnad |
| Frösö kyrka (Frösö prästbord 2:1)                           | Kyrka med begravningsplats (1 byggnad)           |        |          |       | 63.17913, 14.52022 |                | Ladda upp en till bild av denna byggnad |
| Heliga Ljusets kyrka (Tårtspaden 1)                         | Kyrka sammanbyggd med församlingshem (1 byggnad) |        |          |       | 63.15830, 14.74301 |                | Ladda upp en till bild av denna byggnad |
| Hornsbergskyrkan (Alnmåttet 1)                              | Kyrka (1 byggnad)                                |        |          |       | 63.16719, 14.56968 |                | Ladda upp en till bild av denna byggnad |
| Häggenås kyrka (Häggenås prästbord 1:1)                     | Kyrka med begravningsplats (1 byggnad)           |        |          |       | 63.39596, 14.90872 |                | Ladda upp en till bild av denna byggnad |
| Kyrkås gamla kyrka (Kyrkås prästbord 2:1)                   | Kyrka med begravningsplats (1 byggnad)           |        |          |       | 63.22287, 14.82581 |                | Ladda upp en till bild av denna byggnad |
| Kyrkås nya kyrka (Lungre 1:4)                               | Kyrka med begravningsplats (1 byggnad)           |        |          |       | 63.22734, 14.85594 |                | Ladda upp en till bild av denna byggnad |
| Lits kyrka (Lits prästbord 1:3)                             | Kyrka med begravningsplats (1 byggnad)           |        |          |       | 63.31770, 14.81508 |                | Ladda upp en till bild av denna byggnad |
| Lockne kyrka (Lockne prästbord 1:2)                         | Kyrka med begravningsplats (1 byggnad)           |        |          |       | 63.03601, 14.81505 |                | Ladda upp en till bild av denna byggnad |
| Marieby kyrka (Fugelsta 2:62)                               | Kyrka med begravningsplats (1 byggnad)           |        |          |       | 63.11021, 14.73098 |                | Ladda upp en till bild av denna byggnad |
| Marielundskyrkan (Balder 2)                                 | Kyrka sammanbyggd med församlingshem (1 byggnad) |        |          |       | 63.16520, 14.66512 |                | Ladda upp en till bild av denna byggnad |
| Norderö kyrka (Norderöns prästbord 1:1)                     | Kyrka med begravningsplats (1 byggnad)           |        |          |       | 63.14914, 14.36065 |                | Ladda upp en till bild av denna byggnad |
| Näs kyrka (Näs prästbord 1:2)                               | Kyrka med begravningsplats (1 byggnad)           |        |          |       | 62.97408, 14.57458 |                | Ladda upp en till bild av denna byggnad |
| Odensalakyrkan (Åkerärten 2)                                | Kyrka sammanbyggd med församlingshem (1 byggnad) |        |          |       | 63.15856, 14.70849 |                | Ladda upp en till bild av denna byggnad |
| Sunne kyrka (Sunne prästbord 1:2)                           | Kyrka med begravningsplats (1 byggnad)           |        |          |       | 63.12452, 14.42877 |                | Ladda upp en till bild av denna byggnad |
| Ängsmokyrkan (Heliga Ljusets kapell/kyrka) (Slåtterängen 6) | Kyrka (1 byggnad)                                |        |          |       | 63.14387, 14.75785 |                | Ladda upp en till bild av denna byggnad |
| Östersunds gamla kyrka (Staden 4:1)                         | Kyrka med begravningsplats (1 byggnad)           |        |          |       | 63.17860, 14.63956 |                | Ladda upp en till bild av denna byggnad |
| Östersunds kapellkrematorium (Odenslund 1:7)                | Gravkapell (1 byggnad)                           |        |          |       | 63.17562, 14.66569 |                | Ladda upp en till bild av denna byggnad |
| Östersunds nya kyrka (Stora kyrkan) (Braxen 2)              | Kyrka (1 byggnad)                                |        |          |       | 63.17168, 14.64240 |                | Ladda upp en till bild av denna byggnad |